# Colinette à la cour

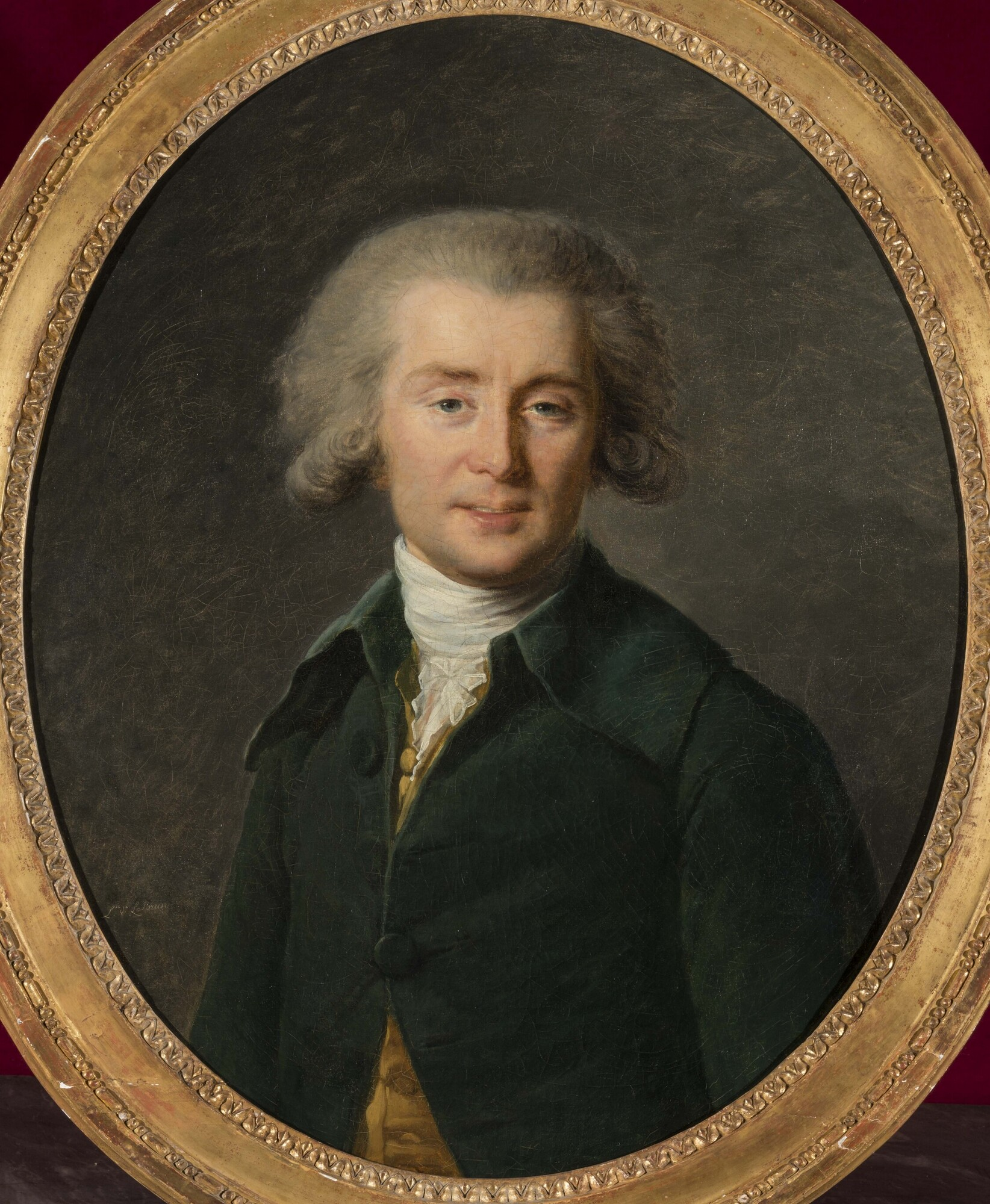
André Grétry

La double épreuve, ou Colinette à la cour är en comédie lyrique (komisk opera) i tre akter med musik av André Grétry och libretto av Jean-Baptiste Lourdet de Santerre efter Charles Simon Favarts Ninette à la cour.

## Uppförandehistorik
Operan hade premiär den 1 januari 1782 på Théâtre de la Porte-Saint-Martin med koreografi av Maximilien Gardel.

## Personer
| Roller                           | Stämma                    | Premiärbesättning 1 januari 1782 (Dirigent: - ) |
| -------------------------------- | ------------------------- | ----------------------------------------------- |
| Prins Alphonse, hertig av Milano | tenor                     | Étienne Lainez                                  |
| Countess Amelie                  | sopran                    | Marie-Josephine Laguerre                        |
| Julien, förälskad i Colinette    | basse-taille (basbaryton) | Auguste-Athanase (Augustin) Chéron              |
| Colinette                        | sopran                    | Josèphe-Eulalie Audinot                         |
| Bastien, förälskad i Justine     | baryton                   | François Lays (också stavad Lay eller Laïs)     |
| Justine                          | sopran                    | Anne-Marie Jeanne Gavaudan "aînée"              |
| Mathurine, Justines moder        | sopran                    | Mlle Joinville                                  |
| Vakten                           | haute-contre              | M Tirot (också stavad Thirot)                   |
| En herde                         | ?                         | ?                                               |
| En herdinna                      | sopran                    | Mlle Rosalie                                    |
| En zigenare                      | baryton                   | François Lays                                   |
| En zigenerska                    | sopran                    | Anne-Marie Jeanne Gavaudan "aînée"              |
| Ett barn, representerande Cupido | sopran                    | Mlle Nanine                                     |
| En pojke från byn                | ?                         | M Touvois                                       |
| Fabrice, vän till prinsen        | basse-taille (basbaryton) | M. Moreau                                       |
| En hovdam                        | sopran                    | Gertrude Girardin                               |
| En gammal man                    | haute-contre              | M Jalaguier                                     |